# Una svastica sopra il Bidasoa
Puede que provengan de los constructores de la Torre de Babel, de los fenicios, de los habitantes del mar Atlántico, de los fineses o los mongoles...
Sin embargo, la teoría más extendida es que son descendientes de los íberos.»
Potrebbero provenire dai costruttori della Torre di Babele, dai Fenici, dagli abitanti dell'oceano Atlantico, dai finlandesi o dai mongoli...
Tuttavia, la teoria più diffusa è che siano discendenti degli iberici.»
(Introduzione del narratore al documentario, voce originale)
Una svastica nel Bidasoa (titolo originale spagnolo: Una esvástica sobre el Bidasoa) è un film documentario del 2013 diretto da Alfonso Andres e Javier Barajas.
Il film è sostenuto dagli storici Santiago de Pablo e Ludger Mees, dal politico Ramon Labaien e da Nicolas Brieger, e descrive la presenza dell'esercito nazista su entrambi i lati del Bidasoa. Per spiegare il punto di vista nazista fanno riferimento al documentario Im Landen der Basken di Herbert Brieger.

## Trama
Nel corso della seconda guerra mondiale, mentre si consumano le vittorie del Terzo Reich, un regista tedesco e il suo team intraprendono un progetto insolito: fare un documentario sulla vita dei baschi. Dopo la guerra, il film si perse e il suo regista cadde nell'oblio... ma mezzo secolo dopo fu scoperta l'unica copia esistente di Im Landen der Basken (Nella terra dei baschi) nel Bundesarchiv: un enigmatico documentario che mostra questo popolo dal punto di vista razziale dei nazisti e che è legato al progetto di allearsi con il movimento nazionalista basco (PNV) e con i rappresentanti di altri gruppi etnici per costruire un nuovo ordine territoriale in Europa. 70 anni dopo, queste vicende oscure e i loro protagonisti vengono alla luce con la testimonianza dei rispettivi figli, e il ritrovamento di documenti inediti, unito al ricordo dei testimoni sopravvissuti di un'epoca in cui i territori sotto la svastica si estendevano dal Volga fino a Bidasoa.

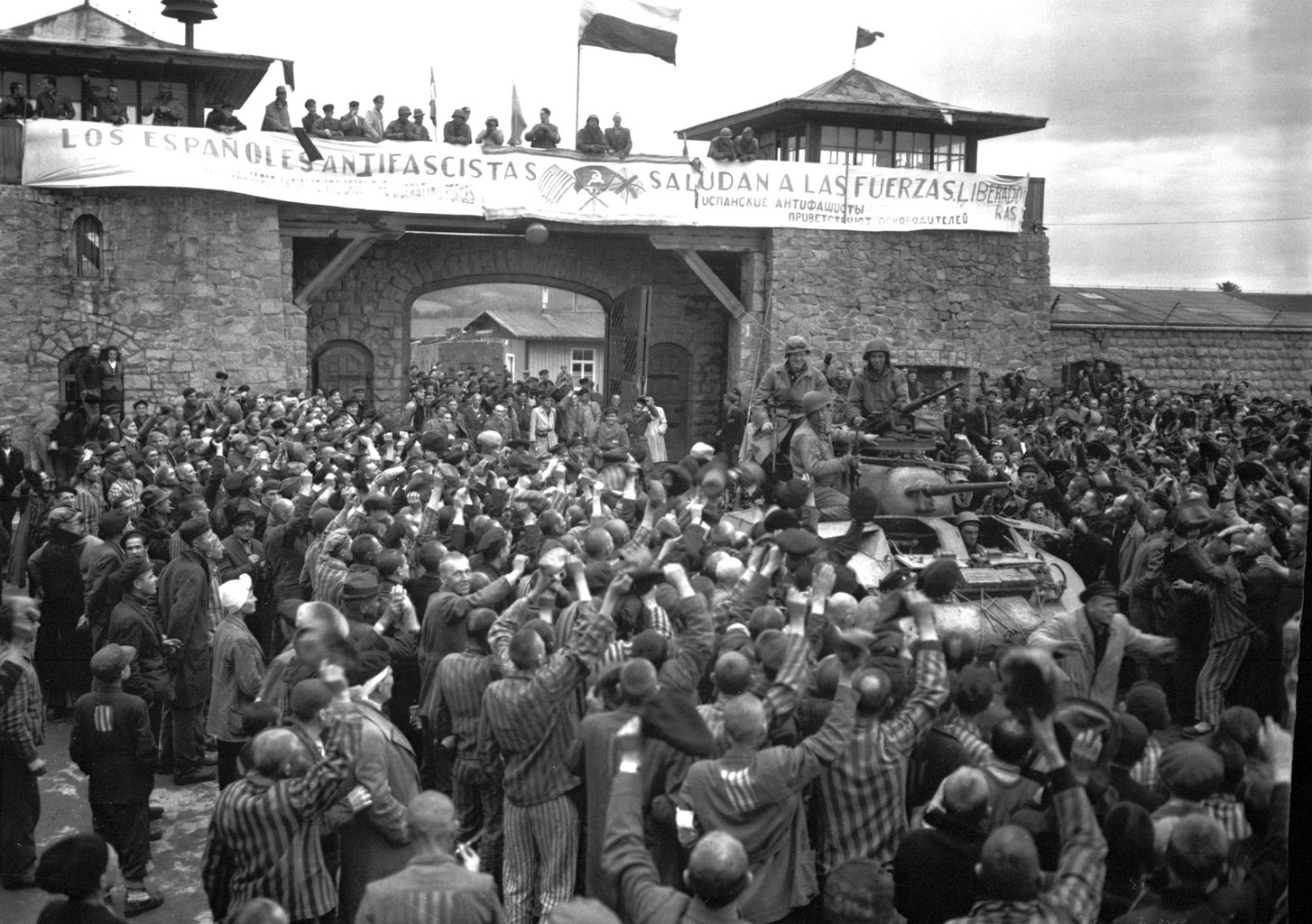
Spagnoli alla liberazione di Mauthausen

Nei titoli di coda viene rivelato che nell'estate del 2012 dopo le interviste sul padre per il documentario sui baschi, Nicolas Brieger ha deciso di visitare per la prima volta il campo di Mauthausen, in Austria.
Mauthausen fu soprannominato il campo degli spagnoli perché la maggior parte dei 8700 repubblicani arrestati furono internati qui. Un monumento li ricorda tra di essi vi erano anche centinaia di baschi.

## Personaggi
Tra essi abbiamo:

Alberto Bonelli- sé stesso

Jean Charles Bonelli- sé stesso

Herbert Brieger - sé stesso

Nicolas Brieger - sé stesso

Santiago de Pablo - sé stesso

Ramon Labayen - sé stesso

Felix Lofler - sé stesso

Roland Lofler - sé stesso

Ludger Mees - sé stesso
Nei titoli di coda abbiamo indicati in ordine di apparizione:
- Nicolas Brieger
- Teresa Sandoval
- Santiago de Pablo
- Ludger Mees
- Ramón Labayen
- Jorge Ohaña
- Juan Carlos Jiménez de Aberasturi
- Agustin Lasarte
- Santiago Cárdenas
- Roland Löffler
- Jean Charles Bonelli

## Produzione

### Riprese
Il film ha richiesto 3 anni di lavoro dato che le riprese si sono svolte in 3 diversi paesi: in Austria presso Admont e il campo di concentramento di Mauthausen, in Francia presso:
- il Castello d'Abbadie (Hendaye)
- Bayonne
- Biarritz
- Bidart
- Hendaye
- Saint-Jean-de-Luz
- Sara

e in Spagna presso:
- Donostia-San Sebastián
- Hondarribia
- Irun
- Madrid

## Promozione

### Locandina

Laburu come l'ombra sulla locandina

Il lavoro di disegno se ne è occupata l'agenzia di San Sebastián denominata Ytantos. Al disegno della svastica rossa corrisponde l'ombra scura del lauburu il tutto su uno sfondo giallo.

## Distribuzione

### Edizioni home video
Il DVD è risultato esaurito in poco tempo dalla messa in vendita sia online che tramite canali di vendita locali in particolare nei Paesi Baschi.

## Accoglienza

### Critica
È stato definito:
(Urtzi Urkizu, BERRIA.)
(Urtzi Urkizu, BERRIA)

## Riconoscimenti

### Festival del film di San Sebastián
È stato proiettato nella sezione Zinemira del Festival di San Sebastián.
Il co-direttore del film in proposito ha affermato:
(Javier Barajas)

### Altri festival
Sono:
- Rubrica spagnola al festival del cinema di Nantes: 2014 premio al miglior documentario
- 19º Cinespaña Festival del cinema di Tolosa (2014), sezione Memoria e politica
- DocumentaMadrid 14. Sezione Panorama.
- Festival dei documentari di Istanbul 17th International 1001 Documentary Film Festival
- Festival del cinema di Guadalajara 2014 Messico selezione ufficiale
- Festival DDHH Bolivia Pukañawi 14, selezione ufficiale

## Materiale d'archivio
Per realizzare il film, oltre al girato e al documentario originale, si è recuperato materiale d'archivio tra l'archivio Alberto Bonelli e quello di Felix Lofler.
L'archivio Felix Lofler è costituito principalmente dal diario del poliziotto tedesco che visitava i paesi baschi durante le licenze e nei fine settimana.
Alberto Bonelli, console italiano a Biarritz, dava delle feste coi tedeschi in cui riprendeva con la cinepresa.

## Particolarità

### Anteprima televisiva
EITB il 5 gennaio 2013 ha mostrato per la prima volta in televisione Una Esvástica sobre el Bidasoa nel programma speciale La Noche De... alle 22:15. Ciò è stato possibile in quanto parte degli accordi presi col gruppo EITB coproduttore il documentario.

### Fascinazione dei nazisti per i baschi e contatti tra i due
Uno storico nel film ha dichiarato:
L'ex sindaco di San Sebastián Ramón Labayen ha dichiarato:

### Riscoperta del rapporto padre-figlio
Quest'opera ha fatto riscoprire aspetti poco noti di suo padre a Nicolas Brieger che ha dichiarato:
(Tesitmonianza di Nicolas Brieger nei sottotitoli)
Nicolas Brieger assistette alla prima proiezione a San Sebastián.
E, in misura minore, anche ad Alberto Bonelli sulle feste del padre console a Biarritz.